# Héry, Yonne
Héry är en kommun i departementet Yonne i regionen Bourgogne-Franche-Comté i norra Frankrike. Kommunen ligger i kantonen Seignelay som tillhör arrondissementet Auxerre. År 2022 hade Héry 1 789 invånare.

## Befolkningsutveckling
Antalet invånare i kommunen Héry
| Referens: INSEE |